# Psykologisk Institut (Aarhus Universitet)
Psykologi på Aarhus Universitet hører under Business and Social Sciences. Psykologisk Institut er beliggende i Nobelparken på Jens Chr. Skous Vej 4 i bygningerne 1481, 1482 og 1483. Den nuværende institutleder er Hans Jeppe Jeppesen.
Psykologisk Institut blev oprettet i 1968, og har til formål at drive forskning og uddanne studerende inden for det psykologiske fagområde. Tager man en kandidatgrad i psykologi på Aarhus Universitet bliver man cand.psych.
Hovedfagene, og forskningsområderne, på instituttet er: Social- og personlighedspsykologi, kognitions- og indlæringspsykologi, udviklingspsykologi, klinisk psykologi, arbejds- og organisationspsykologi og pædagogisk psykologi.

## Studiets opbygning
Bachelorstudiets opbygning:
1. semester: Social- og Personlighedspsykologi (20 ECTS), Psykologiens filosofi og videnskabsteori (5 ECTS), Studieintroduktion (5 ECTS)
2. semester: Kognitions- og indlæringspsykologi (20 ECTS), Fysiologisk psykologi (5 ECTS), Biologisk psykologi (5 ECTS)
3. semester: Udviklingspsykologi (20 ECTS), Klinisk psykologi børn og unge (5 ECTS), Klinisk psykologi voksne (5 ECTS)
4. semester: Forskningsmetode A (10 ECTS), Statistik (10 ECTS), Arbejds- og organisationspsykologi (10 ECTS)
5. semester: Forskningsmetode B (10 ECTS), Pædagogisk psykologi (10 ECTS), Fordybelsesaktivitet (10 ECTS)
6. semster: Bachelorafhandling (20 ECTS), Opgaveseminar (5 ECTS), Psykologiformidling (5 ECTS)

## Studerende
På psykologisk institut hedder studenterorganisationen FAPIA. Akronymet dækker over Foreningen Af Psykologistuderende I Aarhus. FAPIAs arbejdsområder er f.eks. at drive kontoret, hvor der sælges kontorartikler og kompendier og at tilbyde massage til de studerende.
Under FAPIA findes en gruppe udvalg der varetager forskellige områder:
- Fuld Fontex (festudvalget) Primære opgave: at arrangere årets to store fester.
- Kein Cortex (barudvalget) Primære opgave: at drive fredagsbaren Café Kein Cortex samt arrangere to af de fire store fester. Kein Cortex er dog en selvstændig organisation som fungerer uafhængigt af Fapia.
- Psyklen (institutbladet) Primære opgave: at drive et institutblad der er både underholdende og informativt
- Kursusgruppen Primære opgave: at arrangere kurser for de psykologistuderende

Yderligere er der nogle grupper der er tilknyttet FAPIA. Der er: Psykologisk sommerlejr, julerevyen, koret og FapiaFonden

### Kommende studerende
Hvert år arrangeres der en rusuge for de kommende studerende. På disse dage gives en indføring i livet som psykologistuderende, bl.a. begivenheden Psykologisk Have som er en blanding af spil og lege der foregår i universitetsparken. Eksempler på lege er f.eks. Freuds æg, H2O hockey, Proprioceptiv akrobatik og Watsons vandløb.
Efterfølgende arrangeres også en hyttetur.

## Navne
- Hans Jeppe Jeppesen professor, institutleder
- Jan Tønnesvang lektor, viceinstitutleder
- Preben Bertelsen professor, studieleder